# Storms in Africa
A Storms in Africa Enya ír dalszerző és énekesnő harmadik kislemeze második, Watermark című albumáról. Videóklipje Afrikában, a sivatagban játszódik. A dal két másik Enya-dallal együtt (River és Watermark) szerepelt Peter Weir Zöldkártya című filmjében (1990).
Két változata van, az albumváltozat ír nyelvű, míg a Storms in Africa (Part II) című remix angol nyelvű és gyorsabb tempójú. A remix az album néhány kiadásán is megtalálható.

## Változatok
A kislemez különböző kiadásai.
- 3" mini CD (Németország, Japán)
- 7" kislemez (Ausztrália, Egyesült Királyság, Franciaország, Kanada, Németország)
- Kazetta (Ausztrália, Egyesült Királyság, USA)

1. Storms in Africa (Part II) – 3:02
2. Storms in Africa – 4:02

- CD maxi kislemez (Brazília, Japán, Németország)
- 12" maxi kislemez (Brazília; 1993)

1. Storms in Africa (Part II)
2. The Celts
3. Aldebaran
4. Storms in Africa

- 12" maxi kislemez (Egyesült Királyság, Németország)

1. Storms in Africa (Part II)
2. Storms in Africa
3. The Celts
4. Aldebaran